# Eucynortella woodi
Eucynortella woodi is een hooiwagen uit de familie Cosmetidae.